# Négrette
Pour les articles homonymes, voir Négrette (olive) et Negrete.
La négrette est un cépage noir français de cuve.

## Origine

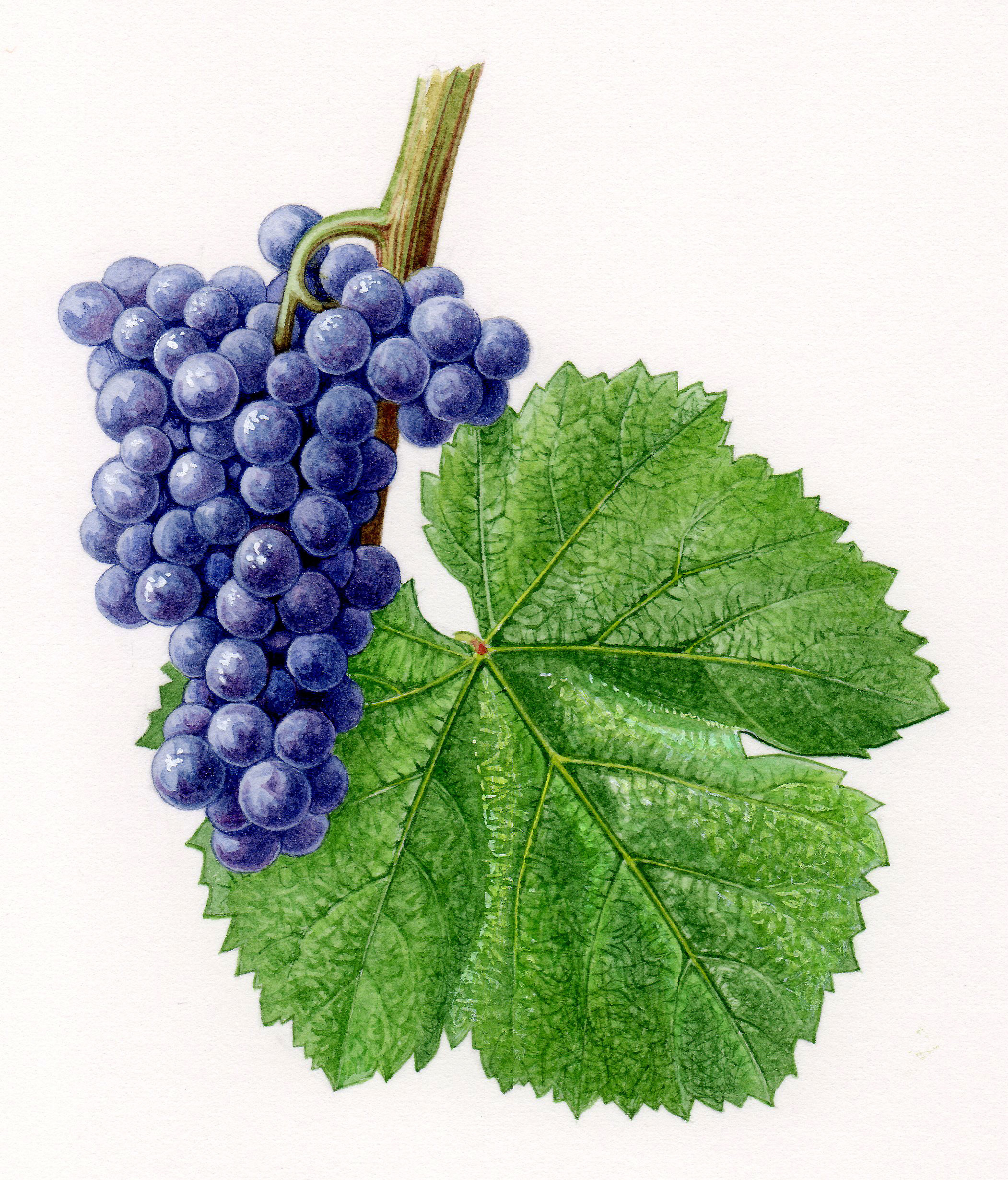
Grappe et feuille de négrette.

Selon Guy Lavignac, la négrette fait partie de la famille des cotoïdes avec le côt ou le tannat. Cette famille est issue du vignoble du Sud-Ouest de la France. Au VIe siècle on trouve trace d’écrits mentionnant un cépage noir du nom de « Mavro = noir en grec », cultivé dans cette région. Au XIIe siècle, on le retrouve sous le nom de « Negret ». La négrette s’est peu à peu fixée dans les départements actuels de la Haute-Garonne, de Tarn-et-Garonne, et du Tarn d’où elle a disparu aujourd’hui. Elle est référencée depuis des siècles dans la vallée du Tarn. Jules Guyot la mentionne dans le vignoble de Fronton et celui de Gaillac. Lors de l'accession à l'AOC en 1975, Fronton en a fait son cépage principal ; sa culture avait été  délaissée à Gaillac au cours du XXe siècle.
Aujourd'hui encore, elle doit être majoritaire dans l'encépagement des domaines de l'AOC Fronton.
La légende raconte que la négrette (alors appelée mavro) aurait été rapporté de Chypre par l'ordre de Saint-Jean de Jérusalem lors des croisades. Mais les recherches ampélographiques et les analyses ADN attestent que la négrette a bien des origines locales, sur les rives du Tarn, dans le Sud-Ouest.
On la retrouve aussi dans les Charentes, en Vendée (faisant partie de l'encépagement de l'AOC Fiefs-Vendéens) et à l’Île de Ré sous le vocable de « ragoûtant », « folle noire » ou « petit noir ». Enfin en Californie, plusieurs wineries cultivent cette variété sous les noms de « Pinot St. Georges » ou « pinot noir de Californie ».

## Étymologie et synonymie
Son nom et nombre de ses synonymes font référence à la couleur de son vin très sombre.
Elle porte aussi les noms de cap de more, chalosse noire, dégoûtant, folle noire (dans le vignoble des Charentes) ; morelet, morillon, mourrelet, négralet, négret de Gaillac, négret du Tarn, petit noir, ragoûtant (en Vendée) ; villemur (en France) ; et Pinot St. George aux États-Unis).

## Caractères ampélographiques

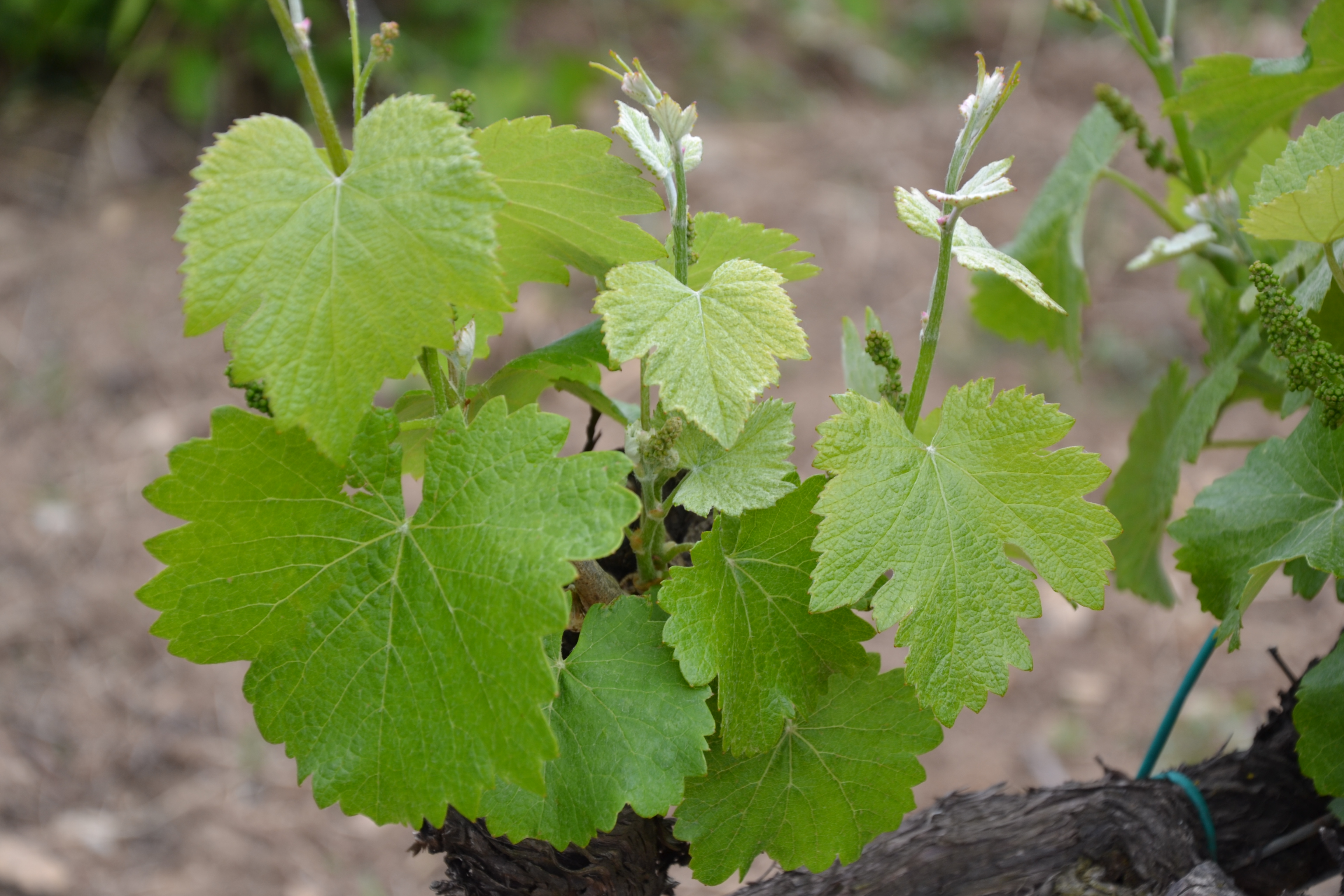
feuilles de cépage Négrette.

- Jeune rameau cotonneux à extrémité rouge.
- Jeunes feuilles de couleur jaune ouverte.
- Feuilles adultes vert foncé, entières ou à 5 lobes, sinus pétiolaire à bords parallèles, point pétiolaire rouge, dents courtes en ogive, limbe brillant, bullé, peu révoluté et rougissement important des feuilles à l'automne.
- Grappes petites et très compactes, baies petites à moyennes rondes ou légèrement elliptiques.

## Aptitudes

### Culture
Ce cépage est à débourrement tardif, de vigueur moyenne très bien adapté aux sols de boulbènes (argilo-sableux).
Sa sensibilité aux maladies provient d'une pellicule du grain très fine et d'un grappe compacte, elle craint énormément la pourriture grise, surtout en automne humide, mais aussi, l'oïdium, les cicadelles et les acariens.

### Utilisation vinicole

Molécule de β-ionone, marqueur d'arômes de la négrette.

Elle donne un vin très coloré et peu acide qui possède une palette aromatique très complète : violette, fraise, fruits noirs, réglisse, zan. Selon les terroirs ou les méthodes culturales, elle donne des vins souples, fruités, faciles ou bien des vins très puissants, colorés, amples, riches et épicés et très équilibrés.
Une étude, menée entre 2007 et 2012, a montré le rôle de la β-ionone dans l'arôme de violette de la négrette. C'est une molécule organique issue du β-carotène, synthétisée par les levures lors de la fermentation. Elle est présente à des doses entre 50 et 350 ng/l (le seuil de perception humain est de 90 ng/l). Son taux est favorisé par une bonne maturité et un effeuillage à 100 % sur les deux faces du rang de vigne au stade de mi-véraison. En 2013, les conclusions dirigeaient les futures recherches sur l'influence des souches de levure sur la synthèse de β-ionone.